# Plaza de toros de Quito
La Monumental Plaza de Toros Quito fue un escenario privado de la ciudad de Quito dedicado a la tauromaquia. Se encuentra ubicado en la parroquia Jipijapa, al centro-norte de la urbe, en la confluencia de las avenidas Amazonas, Juan de Azcaray y Tomás de Berlanga; constituyendo un punto de referencia en torno al que se levanta un importante sector comercial y de restaurantes especializados.

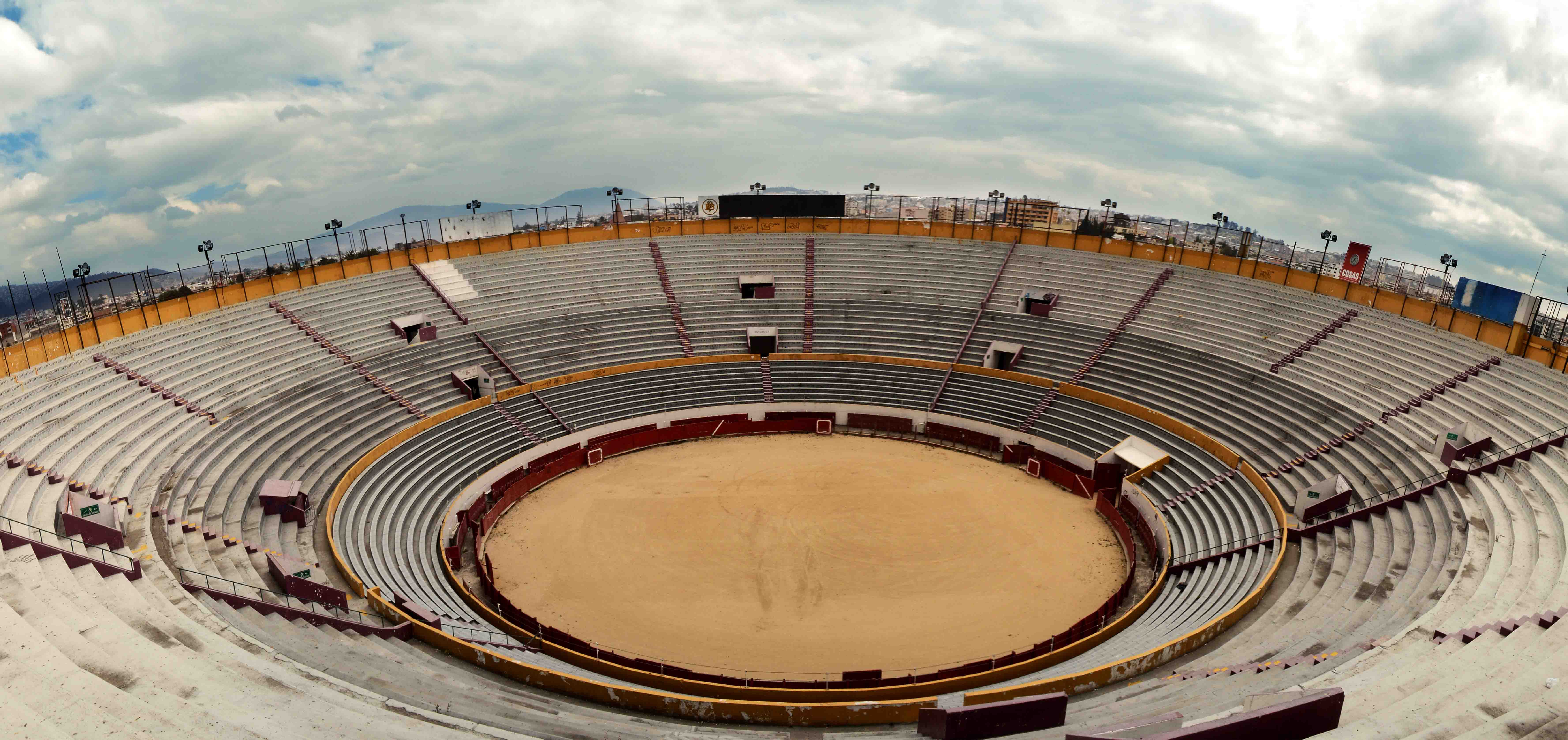
Plaza de toros de Quito en 2014.

Fue inaugurado el 5 de marzo de 1960, con la actuación de los toreros Luis Miguel Dominguín, Pepe Cáceres y Manolo Segura. Ese mismo año se realizaron otras dos temporadas taurinas: en junio y en diciembre (esta última, auspiciada por la Cámara de Agricultura, fue la primera feria en honor a la fundación española de la ciudad).
La Monumental tiene una capacidad para 15.000 personas y, en su más de medio siglo de existencia, han pasado por su arena las figuras más representativas del toreo mundial.
Antecesoras del también llamado coso de Iñaquito (por el sector histórico en el que se ubica) fueron las tradicionales plazas de Larrea, Guangacalle, Arenas y Belmonte, todas ubicadas en el centro histórico de la ciudad, y de las que sobrevive únicamente la última.

## Eventos taurinos
- Feria de Quito "Jesús del Gran Poder": Realizada anualmente durante las Fiestas de Quito, entre fines de noviembre e inicios de diciembre de cada año. Se celebró ininterrumpidamente hasta su edición del año 2011, en que una consulta popular decidió que se prohíben los espectáculos con muertes de animales, lo que degeneró una baja de las ventas de boletos para el espectáculo de ese año (que no sacrificaba al animal en el ruedo), y a partir del año 2012 en adelante fue totalmente suspendida por Citotusa, la empresa organizadora.[1][2][3]
- Corridas de la Prensa: Organizada por la Unión Nacional de Periodistas que fue realizada anualmente la primera fue en lo que va de 1961 a 1971 auspiciada por la Cámara de Agricultura y la extinta Ecuatoriana de Aviación antes de la suspensión de aquel evento taurino fue en lo que va de 1972 a 1995 en un lapso de 23 años. Se celebró ininterrumpidamente hasta su última edición fue en 1996 después de la suspensión de aquel evento taurino fue entre 1972 y 1995 en un lapso de veintitrés años no realizaba desde 1971, y a partir de 1997 en adelante fue totalmente suspendida por Citotusa, la empresa organizadora.

## Conciertos
Adicionalmente, la plaza es también usada como uno de los escenarios musicales alternos más importantes de la ciudad. Entre otros, artistas que se han presentado en el recinto son:
- Menudo con una asistencia de 16.000 personas en 1981
- Hombres G y Ilegales con una asistencia de 16.000 personas el 15 de octubre de 1987
- Víctor Heredia y Umbral con una asistencia de 16.000 personas el 23 de junio de 1989[4]
- Los Iracundos con una asistencia de 16.000 personas el 4 de agosto de 1989
- León Gieco, Ñanda Mañachi, La Marimba Esmeraldeña e Iliniza con una asistencia de 12.000 personas el 25 de agosto de 1989
- Mercedes Sosa, Altiplano de Chile, Inkallajta y Los 4 del Altiplano con una asistencia de 16.000 personas el show se planificó para la noche del 22 de septiembre de 1989, pero debido a una fuerte lluvia fue postergado para el 24 del mismo mes del mismo año cerca del mediodía
- Piero con una asistencia de 16.000 personas el 20 de octubre de 1989
- Las Chicas del Can el 30 de marzo de 1990
- Inti Illimani el 4 de mayo de 1990
- Los Kjarkas el 4 de agosto de 1990
- Leo Dan el 9 de agosto de 1990
- Sinfonía Inconclusa en la Mar con Piero el 19 de agosto de 1990
- Blaze, Tranzas, Narcosis, Euphoria y Metalmorfosis con una asistencia de 16.000 personas el 24 de agosto de 1990
- Piero con una asistencia de 16.000 personas el 31 de agosto de 1990
- Los Iracundos con una asistencia de 16.000 personas el 14 de septiembre de 1990
- José José, Los Iracundos y Jinsop con una asistencia de 16.000 personas el 5 de octubre de 1990
- Chayanne con una asistencia de 16.000 personas el 6 de octubre de 1990
- Show de Yuly con una asistencia de 21.000 personas en febrero de 1991[5]
- Garibaldi y Riccardo Perotti con una asistencia de 32.000 personas el 6 y 7 de abril de 1991
- Guillermo Dávila con una asistencia de 16.000 personas el 21 de junio de 1991
- Locomía con una asistencia de 16.000 personas el 20 de julio de 1991
- Los Prisioneros y AU-D con una asistencia de 14.000 personas el 3 de agosto de 1991
- Los Iracundos, Sahiro, Jinsop y Los Dukes con una asistencia de 16.000 personas el 30 de agosto de 1991
- Gerardo Mejía con una asistencia de 14.000 personas el 28 de septiembre de 1991
- Luis Miguel con una asistencia de 16.000 personas el 11 de octubre de 1991
- Ricardo Montaner con una asistencia de 16.000 personas el 21 de marzo de 1992
- Alejandra Guzmán con una asistencia de 4.000 personas el 7 de agosto de 1992
- Maná con una asistencia de 17.000 personas en 1993
- America y TercerMundo con una asistencia de 17.000 personas el 3 de abril de 1993
- Carlos Vives con una asistencia de 17.000 personas el 23 de julio de 1993
- Ricardo Montaner con una asistencia de 17.000 personas el 8 de octubre de 1993
- Vilma Palma e Vampiros y Tercer Mundo con una asistencia de 14.000 personas el 12 de marzo de 1994
- Los Pericos con una asistencia de 12.000 personas el 29 de octubre de 1994[6]
- Los Fabulosos Cadillacs con una asistencia de 19.000 personas el 6 de junio de 1995
- Enanitos Verdes, Tercer Mundo, Tranzas, Los 25 años de Elton John con Francisco "Pancho" Prado y Lo Mejor de Billy Joel con John Powell con una asistencia de 19.000 personas el 16 de junio de 1995
- Nito Mestre, Fito Páez y muchos grupos ecuatorianos con una asistencia de 19.000 personas el 18 de junio de 1995[7]
- Mercurio con una asistencia de 19.000 personas el 15 de febrero de 1997
- Pedro Fernández con una asistencia de 19.000 personas el 7 de marzo de 1997
- Sandy & Papo con una asistencia de 19.000 personas el 21 de marzo de 1997
- Café Tacvba, Cruks en Karnak y Cacería de Lagartos con una asistencia de 19.000 personas el 3 de mayo de 1997
- Salserín con una asistencia de 16.000 personas el 7 de febrero de 1998
- Camilo Sesto, Leo Dan y Buddy Richard con una asistencia de 16.000 personas el 17 de abril de 1998
- Todavía Cantamos, con la participación de Víctor Heredia, Pueblo Nuevo, Altiplano de Chile y Umbral con una asistencia de 5.500 personas el 28 de julio de 2000
- La Unión y Tercer Mundo con una asistencia de 3000 personas en 2005
- Megadeth
- Therion
- Ilegales,
- Attaque 77, Todos tus Muertos[8]
- Mago de Oz
- Molotov
- Sepultura
- Panda con una asistencia de 10 000 espectadores en 2007
- Kudai, en su gira Latinoamericana Sobrevive 2007, con una asistencia de 15.000 espectadores
- Ángeles del Infierno con una asistencia de 15.000 espectadores el 14 de mayo de 2010